# Liesbeth Van der Auwera
Liesbeth V. Van der Auwera, née le 16 novembre 1968 à Merksem est une femme politique belge flamande, membre du CD&V.
Elle est licenciée en droit et fut avocate et conseillère juridique.

## Fonctions politiques
- Échevine de Bree.
- Bourgmestre de Bree (2013-)
- Députée fédérale depuis le 18 mai 2003 au 25 mai 2014